# Magasin de proximité
 (septembre 2024).
Si vous disposez d'ouvrages ou d'articles de référence ou si vous connaissez des sites web de qualité traitant du thème abordé ici, merci de compléter l'article en donnant les références utiles à sa vérifiabilité et en les liant à la section « Notes et références ».

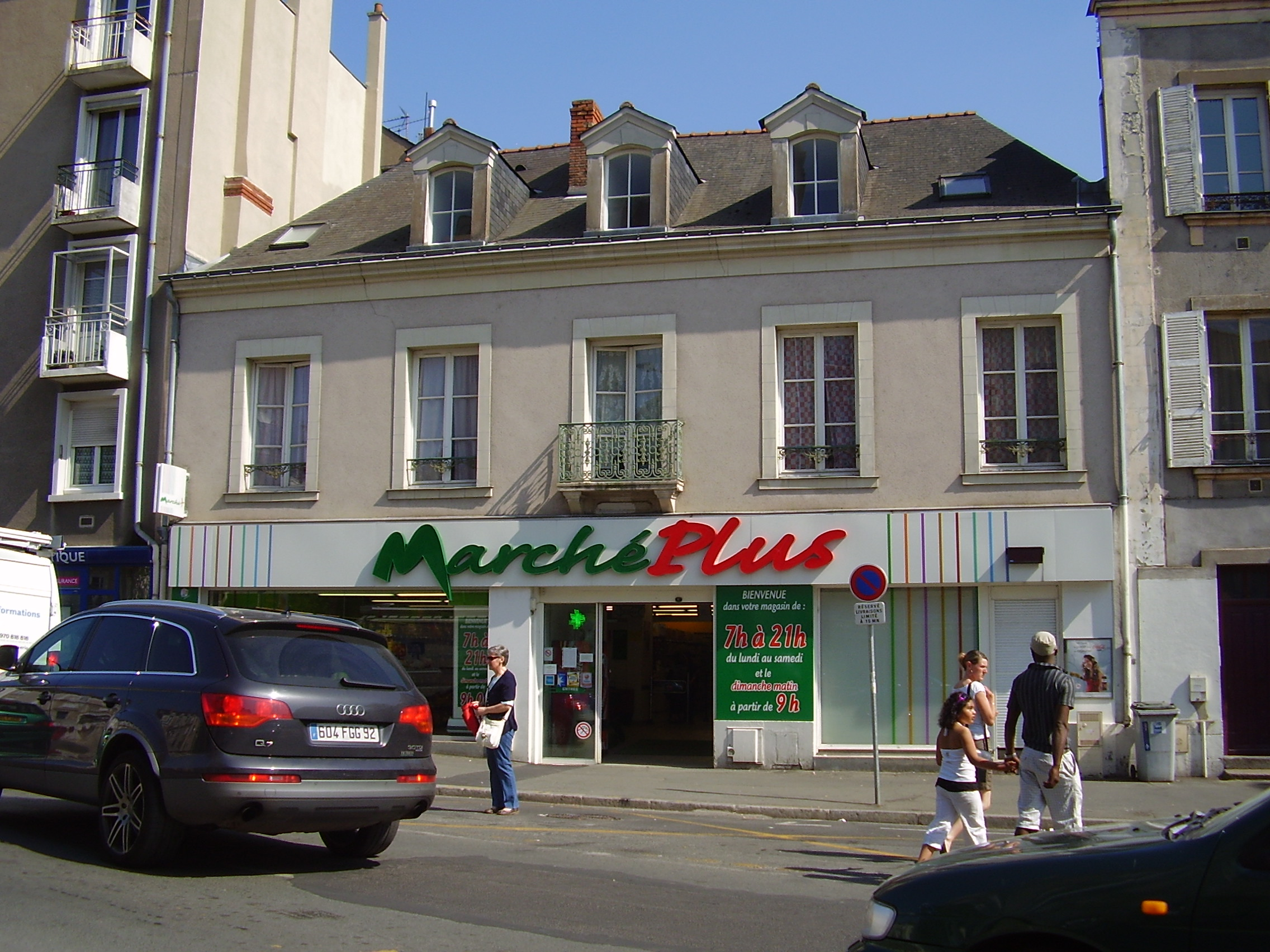
Un magasin du Marché Plus à Angers (France).

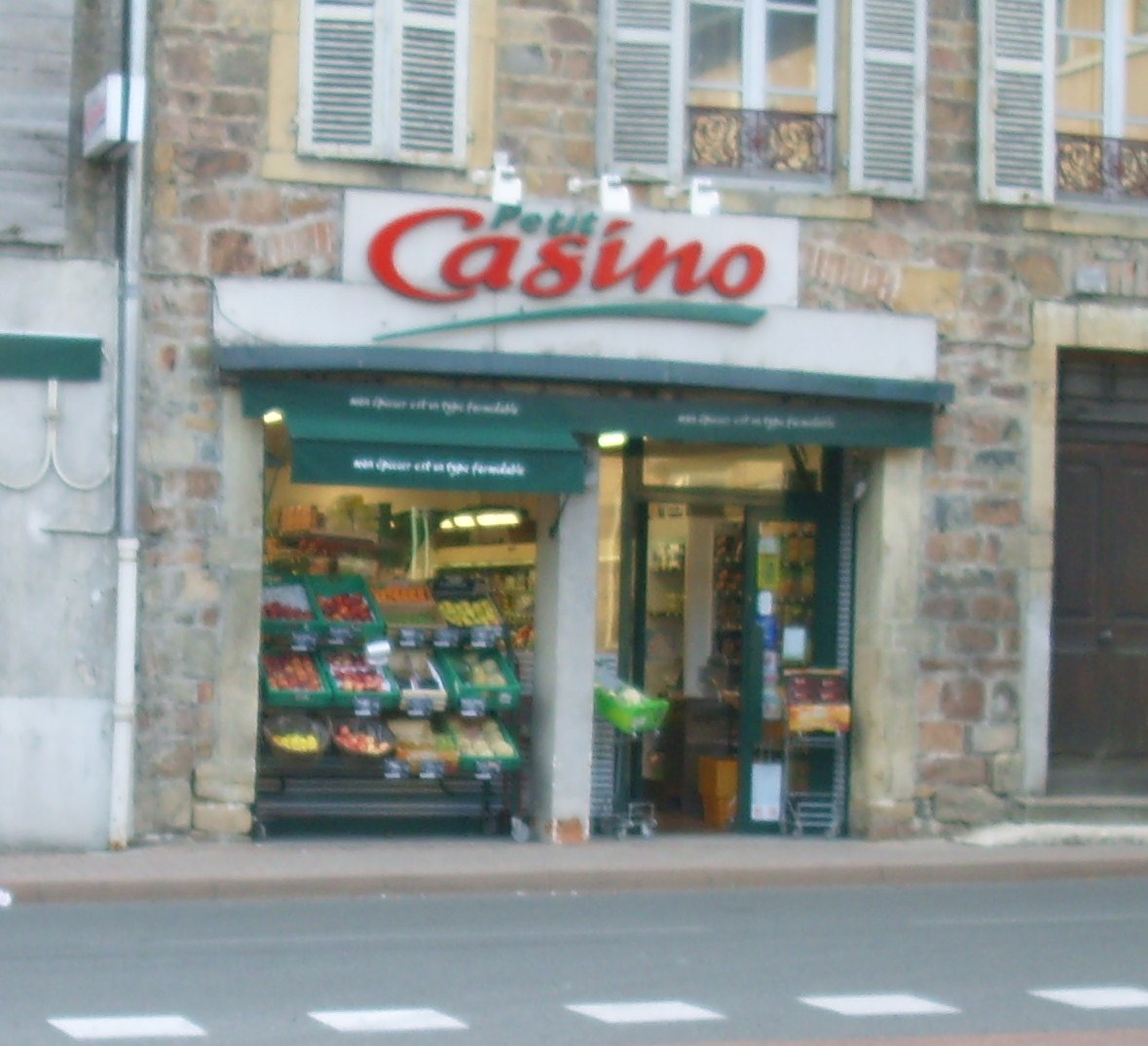
Un magasin Petit Casino à Lamure-sur-Azergues.

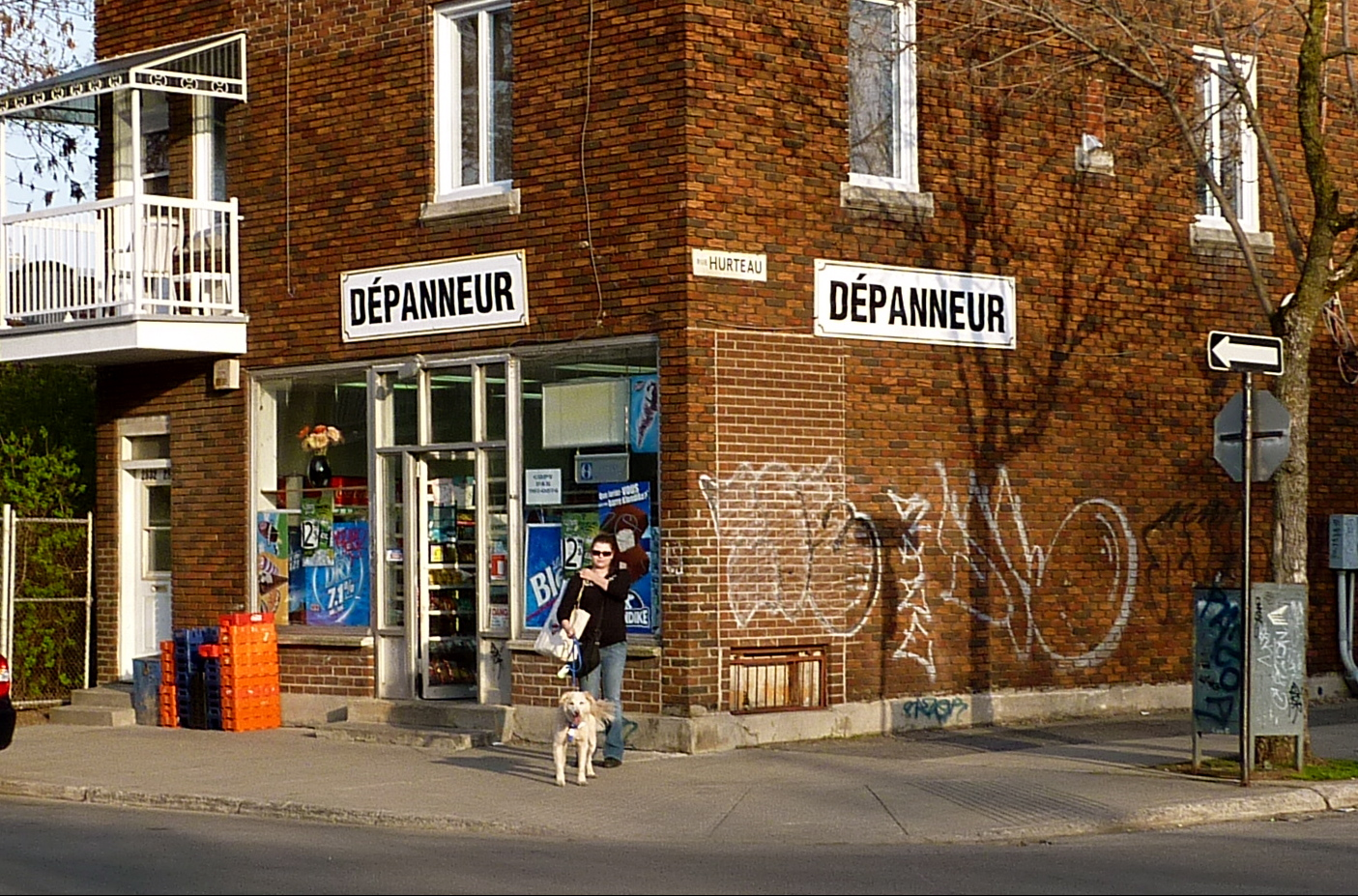
Petit dépanneur à Ville-Émard, au Québec.

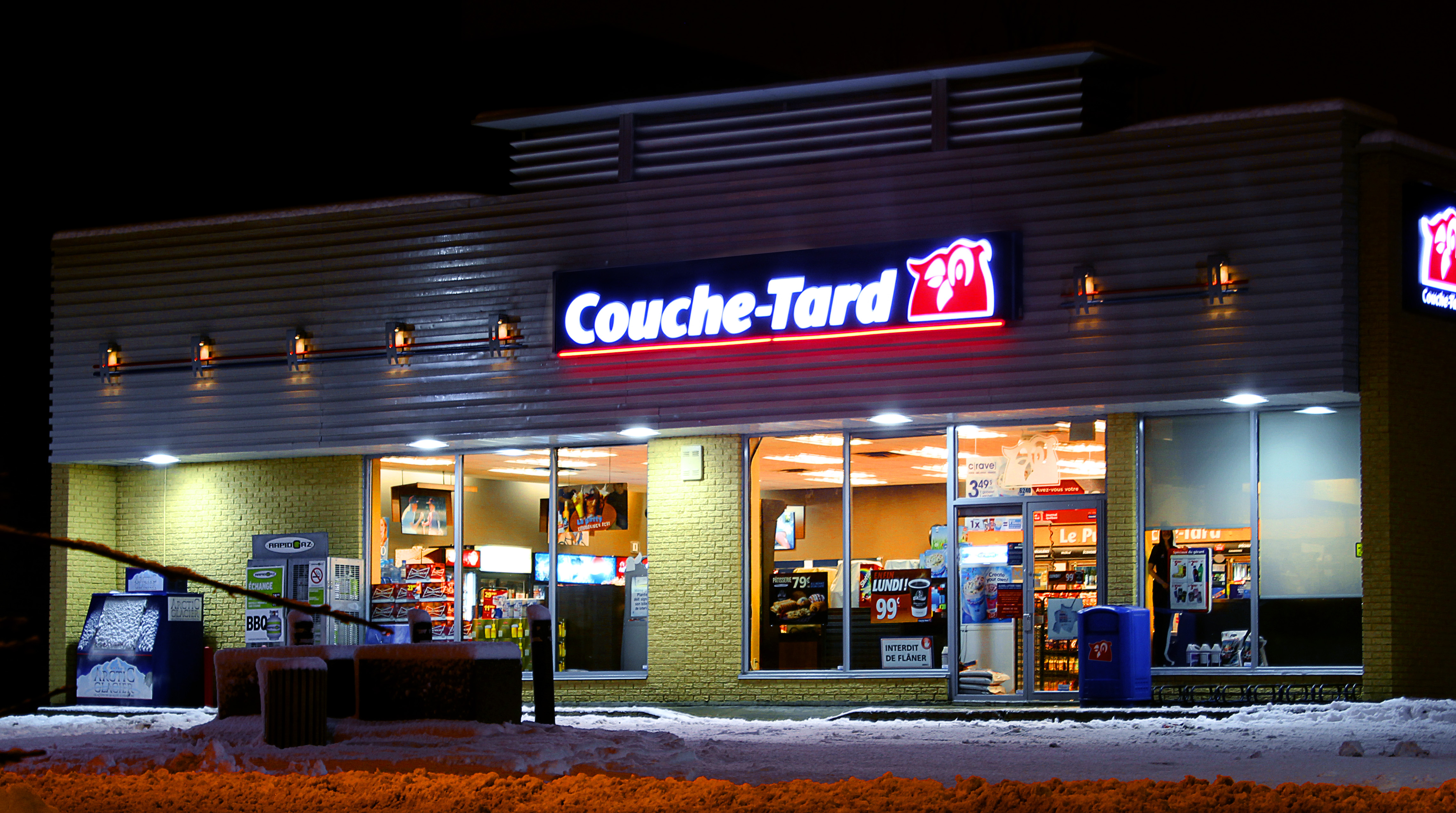
Couche-Tard est la chaîne de dépanneurs comptant le plus grand nombre d'établissements en Amérique du Nord (sous diverses marques) en 2016.

Un magasin de proximité, supérette ou dépanneur en français canadien, est un commerce qui pratique la vente au détail, à prédominance alimentaire, de proximité.
Par rapport aux commerces spécialisés comme les boulangeries, les boucheries, , etc., l’offre du magasin de proximité est plus généraliste et, le plus souvent, en libre-service.
Le magasin de proximité diffère de l’épicerie par sa surface plus grande, son mode d’approvisionnement (centrale d’achat) et son regroupement au sein d’une même enseigne (voir Épicerie : Histoire).
La surface de vente varie de 120 à 400 m2 en France et en Espagne, et de 100 à 400 m2 en Belgique, en Allemagne et Maroc. Certains dépanneurs ont des surfaces plus petites de 40 à 100 m2.
Au Japon, un magasin de proximité est appelé konbini.

## Enseignes

### Historique
Parmi les enseignes célèbres aujourd'hui disparues, on trouve : Félix Potin, Familistère, Au planteur de Caïffa, ou Chez Rovetto.

### Exemples contemporains
En Belgique se trouvent notamment Carrefour Express et Proxy Delhaize.
En France métropolitaine se trouvent notamment les enseignes A2Pas (Groupe Auchan), Petit Casino, Spar, Franprix, Eco Service et Vival (Groupe Casino), Shopi, Marché Plus, Proxi, Carrefour City, Carrefour Contact, Carrefour Market (Groupe Carrefour), G20 (Francap), Coop (Coop), Coccimarket (Francap), Sherpa, Leader Express, Leader Price, Maximarché (Schiever), Utile (Système U).
Les magasins Monoprix sont difficiles à classer, se situant à une échelle entre la grande supérette et le petit supermarché.
Au Québec se trouvent Couche-Tard, Harnois, Voisin, Dépanneurs 7 jours, Boni-Soir, Provi-Soir, ainsi que plusieurs stations-service comportant des dépanneurs comme Ultramar, Shell, Petro-Canada, Esso, Pétroles Sonic et plusieurs autres.
Au Maroc se trouvent Hanouty, Carrefour Market Label'Vie et BIM.
Au Japon se trouvent surtout 7-Eleven (Seven & I Holdings), Lawson et FamilyMart.